# István Nemere

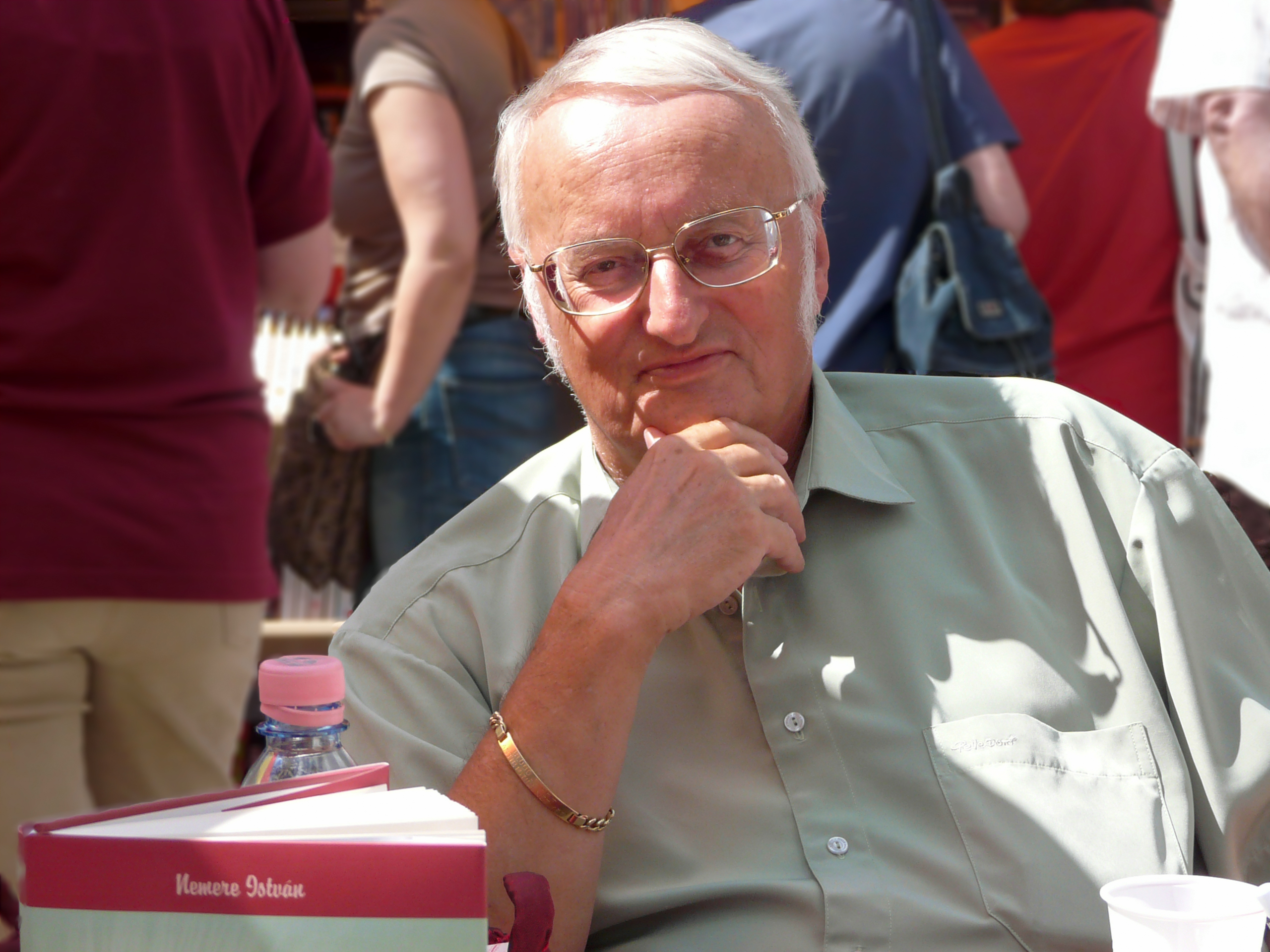
István Nemere, Juni 2010

István Nemere (* 8. November 1944 in Pécs; † 15. November 2024) war ein ungarischer Schriftsteller und Übersetzer aus dem Polnischen. Mit Stand September 2024 hatte er 800  Bücher geschrieben (davon 23 in Esperanto) und stellte damit den Rekord von Barbara Cartland ein als der Person, die bis dato die meisten Werke schrieb. Er gehört zu den meistgelesenen Autoren Ungarns und verkaufte nach eigenen Angaben mehr als 12 Millionen Bücher allein in Ungarn.

## Leben und Wirken
Nach Besuch des Lovassy-László-Gymnasiums in Weißbrünn sollte sich der Sohn des donauschwäbischen Augenarztes Ferenc Nemere 1963 in eine Lehrerausbildungsschule einschreiben, nachdem seine Ambitionen, Filmemacher zu werden, gescheitert waren. Er arbeitete jedoch als Maschinenfabrikarbeiter, in der Forstwirtschaft und in einem Buchladen vor Absolvierung des Militärdienstes in Budapest. Danach war er in einem Kartografiebüro tätig, wurde Autopsie-Assistent und arbeitete kurze Zeit in der Hunnia-Filmagentur. Zur Schriftstellerei kam er 1972; damals zog er nach Gran und wurde Lehrer und Bibliothekar. Das erste Buch in ungarischer Sprache A rémület irányítószáma, eine Kriminalgeschichte, kam 1974 auf den Markt. Mitte der 70er Jahre arbeitete er auch als Versicherungsvertreter. Seit 1992 war er in zweiter Ehe mit Ilona Nemere verheiratet; seine erste Frau war eine polnische Esperantistin.
Nemere schrieb v. a. auf Ungarisch, verfasste aber auch 20 Romane und 3 Novellensammlungen auf Esperanto. Aufgrund mangelnder Rückmeldungen aus der Esperantoleserschaft nahm er aber in der letzten Zeit Abstand von Veröffentlichungen in der Internationalen Sprache. Sein Œuvre besteht aus Kriminalromanen, Sciencefiction, Liebesromanen, Büchern zu politischen und sozialen Themen. Auch Aktuelles wie die Terroranschläge am 11. September 2001 oder die COVID-19-Pandemie wurden von Nemere binnen kurzer Zeit literarisch verarbeitet. Dreimal erhielt er den Preis „La Verko de la Jaro“ (Buch des Jahres) und stand dem Esperanto-PEN-Zentrum vor. In den 1960er Jahren leistete er Pionierarbeit in der Unterstützung von Esperanto-Zweisprachigkeit in Familien, indem er der erste Redakteur der Zeitung „Gepatra Bulteno“ wurde sowie die Esperanto-Familientreffen Renkontiĝo de Esperantistaj Familioj (zum ersten Mal 1979 in Neumarkt an der Theiß) ins Leben rief.
Der Roman Krias la silento (2002) ist inspiriert vom Leben des Nobelpreisträgers Oe Kenzaburo, dessen eigener Roman Kojinteki na taiken (1964) großteils parallel zum Beginn des Nemere-Werks läuft. Ein späterer Roman von Oe, Man'en gan'nen no futtobōru (1967), wiederum bekam in seiner englischen Übersetzung The Silent Cry den gleichen Titel wie das Buch von Nemere. Der Autor verwendet eine Vielzahl von Pseudonymen (bis 2017 nicht weniger als 46); auf Esperanto schreibt er als Stefano Nemere oder als Istvan Nemere.
Im November 2010 erhob er Plagiatsvorwürfe, der Film Demolition Man sei inhaltlich auffallend eng an seiner Erzählung Holtak harca – Játszma tízmilliárdért (1986) orientiert.

## Auszeichnungen
- 1983: European Science Fiction Society Award
- 1983: Buch des Jahres (Schweiz)
- 1985: Buch des Jahres (Italien)

## Werke

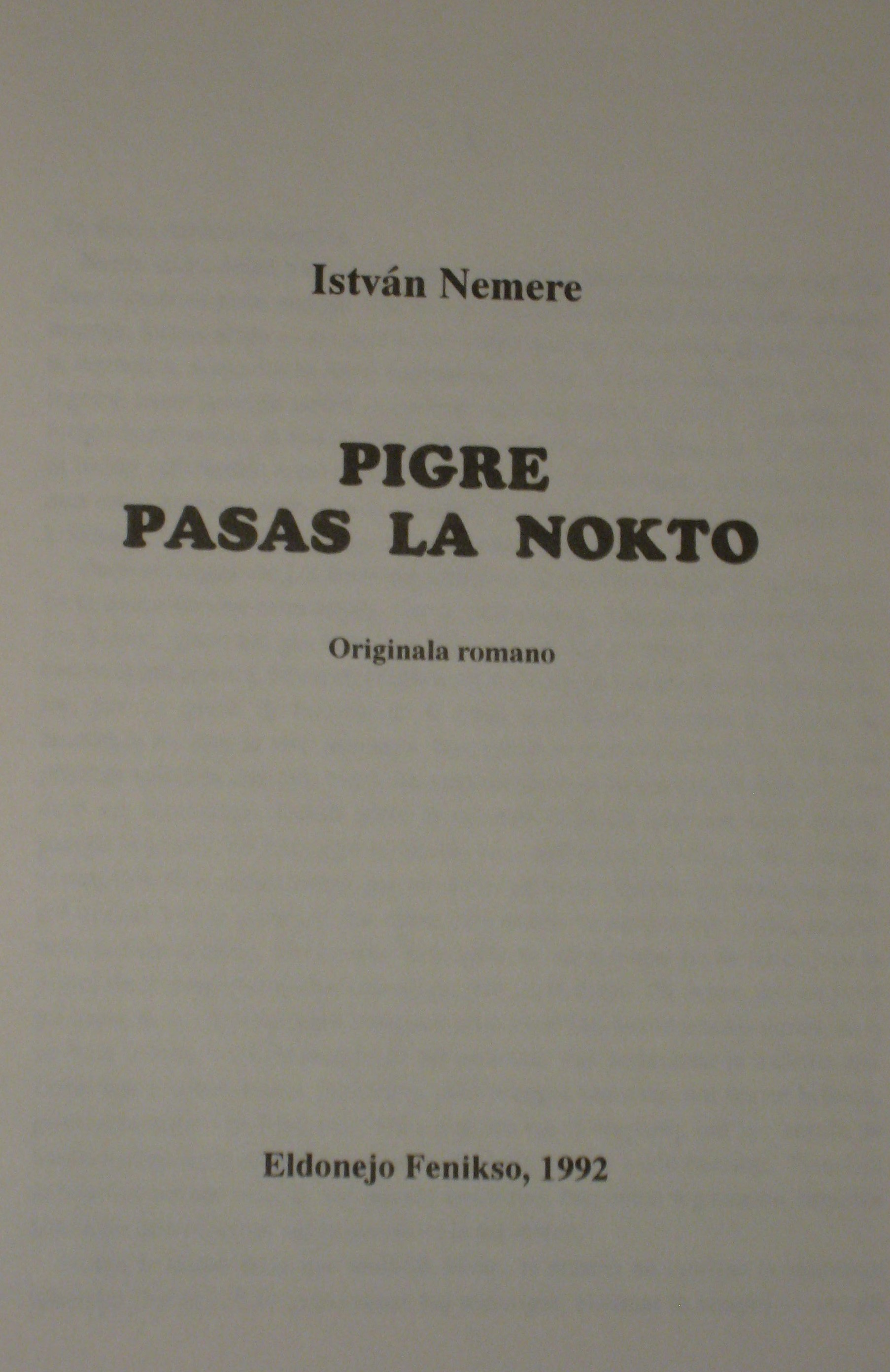
István Nemere „Pigre pasas la nokto“, originala romano de 1992

### Auf Esperanto
- La naŭa kanalo (Novellensammlung 1981)
- La fermita urbo (Roman 1982; Neuauflage 2000)
- La blinda birdo (Roman 1983)
- Sur kampo granita (Roman 1983; Neuauflage 1987; Übersetzung ins Niederländische 1997 als Op een veld van graniet)
- Febro (Roman 1984)
- La monto (Roman 1984)
- La alta akvo (Roman 1985)
- Serĉu mian songon (Roman 1987)
- Terra (Roman 1987)
- Dum vi estis kun ni (Roman 1988)
- Vivi estas danĝere (Roman 1988)
- Vi povas morti nur dufoje (Roman 1989)
- Pigre pasas la nokto (Roman 1992)
- Krokize de mia ĝardeno (novelaro 1992)
- Nesto de viperoj (Roman 1994)
- Amparolo (Novellensammlung 1997)
- Serĉu, kaj vi trovos (Roman 1999)
- Vizito sur la Teron (Roman 2001)
- Krias la silento (Roman 2002)
- Vismar (Roman 2008)
- Serpentoj en la puto (Roman 2009)
- Jesa (Roman 2009; nova eldono 2019)
- Ruza, kiel vulpo (dulingva krimrakonto 2024)

### Auf Ungarisch (Auswahl)

#### Pseudonym Henry Hamilton
- A második világháború titkai
- Agyak harca
- Ferenc József magánélete
- Kínai kémek
- Murphy mester törvényei a XXI. században
- Mussolini élete
- Rablott kincsek nyomában
- Sztálin bérgyilkosa
- Támadás Amerika ellen
- VIII. Henrik magánélete

#### Pseudonym Oscar Welden
- Báthory Erzsébet magánélete
- Csaták könyve
- Háremek titkai

#### Pseudonym Stefan Niemayer
- náci műkincsrablók
- Náci háborús bűnösök
- A nácik aranya
- Horogkeresztes hamisítók
- Titkos kísérletek a náci birodalomban
- Adolf Hitler története
- SS története
- Canaris, a hírszerző
- Eichmann, milliók gyilkosa
- Goebbels, a gonosz
- Hess, a rejtélyes
- Heydrich, a hóhér
- Heydrich, a könyörtelen
- Himmler, a tömeggyilkos
- Hitler rejtélyes eltűnése
- Horogkeresztes hamisítók
- Martin Bormann második élete
- Mengele, a halál angyala
- Rommel, a hadvezér
- Rudolf Hess titokzatos életei és halálai
- Skorzeny, Hitler kommandósa
- Schellenberg, a kémfőnök
- Hitler elmenekült?

#### Pseudonym Steve Nording
- Attila hun király élete
- Erzsébet királyné magánélete
- II. Rákóczi Ferenc magánélete
- Kossuth Lajos magánélete
- Mátyás király magánélete
- Petőfi Sándor magánélete
- Széchenyi István magánélete
- Dr. Micimackó
- Micimackó, a csillagász
- Micimackó autója
- Micimackó és Micimadár
- Micimackó léghajón
- Micimackó világgá megy

#### Pseudonym T. Moward
- Piszkos Fred unokája

#### Pseudonym Anton de Saint-Etienne
- A kis herceg visszatér

#### Pseudonym Melissa Moretti
- A szerelem illata
- Nászéjszaka nappal
- Veronika könnyei
- A szerelem virága
- Tűzvarázs
- Megérdemelt szerelem
- Hastáncosnő
- Féktelen szerelem
- Lazarus doktornő
- Holtodiglan
- Aranyálom

#### Pseudonym Kiss-Béry Miklós
- I. Mátyás
- II. Ulászló, II. Lajos és I. János
- III. Károly és Mária Terézia
- Károly Róbert és Nagy Lajos
- I. Ferdinánd, Miksa és Rudolf
- II. Mátyás, II. Ferdinánd, III. Ferdinánd
- I. Lipót és I. József
- II. József, I. Ferenc
- V. Ferdinánd, I. Ferenc József, IV. Károly

### In deutscher Übersetzung
- An der Grenze der Finsternis. (A sötétség határan.) Ins Deutsche übertragen von Hans Skirecki. (Kompass-Bücherei Band 327.) – Berlin: Verlag Neues Leben, 1985. 223 Seiten.